# Leo Burmester
Leo Burmester (Louisville (Kentucky), 1 februari 1944 – New York, 28 juni 2007) was een Amerikaans acteur.

## Biografie
Burmester heeft gestudeerd aan de Western Kentucky University in Bowling Green (Kentucky). Hij studeerde biologie maar veranderde dit in drama. Hierna ging hij naar de University of Denver in Denver en haalde hier zijn Master of Fine Arts. Tijdens zijn studietijd begon hij al met het acteren in theaters. 
Burmester begon met acteren in het theater, hij maakte in 1979 zijn debuut op Broadway met het toneelstuk Lone Star & Pvt. Wars. Hierna heeft hij nog meerdere rollen gespeeld op Broadway als op off-Broadway.
Burmester begon in 1980 met acteren op televisie met de film Cruising. Hierna heeft hij nog meerdere rollen gespeeld in films en televisieseries zoals Flo (1980-1981), Daniel (1983), Broadcast News (1987), A Perfect World (1993), Lone Star (1996), The Devil's Advocate (1997) en The Legend of Zorro (2005).
Burmester trouwde in 2005, en in 2003 had hij samen met zijn echtgenote een album met blues en volksmuziek geschreven en opgenomen met de naam Blue Horse. Hij heeft ook samen met Ecobelli opgetreden in New York en omstreken. In 2007 overleed hij aan de gevolgen van leukemie. 

## Filmografie[2]

### Films
Uitgezonderd korte films.
- 2013 Aftermath – als sheriff
- 2005 The Legend of Zorro – als kolonel Beauregard
- 2004 Carry Me Home – als Grizzle
- 2004 America Brown – als Bo Williams
- 2003 Red Betsy – als Emmet Rounds
- 2002 Gangs of New York – als telegraaf bediende
- 2002 Out of These Rooms – als vader van Kit
- 2002 City by the Sea – als luitenant Katt
- 2002 The End of the Bar – als boks trainer
- 2002 Monday Night Mayhem – als Carl Lindemann
- 1999 Shake, Rattle and Roll: An American Love Story – als Corby Judd
- 1999 Limbo – als Harmon King
- 1999 Saturn – als vader
- 1999 Getting to Know You – als Lamar Pike Sr.
- 1999 Dumbarton Bridge – als Jack
- 1998 River Red – als rechter Perkins
- 1998 The Farmhouse – als Dallas Miller
- 1998 The Secret of Mulan – als stem (animatiefilm)
- 1997 Switchback – als Clyde Callahan
- 1997 The Devil's Advocate – als aanklager van Florida
- 1997 …First Do Not Harm – als Bob Purdue
- 1997 Old Man – als mollige gevangene
- 1996 Mistrial – als commissaris Russel Crane
- 1996 Lone Star – als Cody
- 1995 Truman – als Frank Vassar
- 1995 The Neon Bible – als Bobbie Lee Taylor
- 1995 The Great Elephant Escape – als Ethridge
- 1993 A Perfect World – als Tom Adler
- 1993 Fly by Night – als Rickey Tick
- 1992 Innocent Blood – als Dave Flinton
- 1992 Passion Fish – als Reeves
- 1992 Article 99 – als Shooter Polaski
- 1989 The Abyss – als Catfish De Vries
- 1988 The Last Temptation of Christ – als apostel Nathaniel
- 1988 Big Business – als Bum
- 1987 Broadcast News – als vader van Jane
- 1986 George Washington II: The Forging of a Nation – als Eban Krutch
- 1986 Sweet Liberty – als Hank
- 1986 Odd Jobs – als Wylie D. Daiken
- 1984 The House of God – als Dr. Gath
- 1983 Daniel – als FBI agent
- 1983 A Fine Romance – als Mike Selway
- 1983 Rage of Angels – als Jim
- 1982 Precious Blood – als ??
- 1982 Rattlesnake in a Cooler – als de dokter / gevangene
- 1981 Honky Tonk Freeway – als directeur van mortuarium
- 1980 Cruising – als Water Sport

### Televisieseries
Uitgezonderd eenmalige gastrollen.
- 1994 – 2002 Law & Order – als Lester Hastings – 2 afl.
- 2000 Baywatch – als Max Jackson – 2 afl.
- 1998 – 1999 Trinity – als pastoor Peter Castoro – 4 afl.
- 1998 You're the One – als Bo Metcalf – 3 afl.
- 1993 Queen – als Henderson – miniserie
- 1992 Arresting Behavior – als officier Bill Ruskin – 5 afl.
- 1989 – 1990 True Blue – als agent Red Tollin – 12 afl.
- 1988 – 1989 The Equalizer – als Jim Harding – 2 afl.
- 1984 George Washington – als Eban Krutch – miniserie
- 1983 Chiefs – als Emmett Spence – 2 afl.
- 1980 – 1981 Flo – als Randy Stumphill – 28 afl.

## Theaterwerk opBroadway[3]
- 2003 Urban Cowboy – als oom Bob
- 2001 – 2002 Thou Shalt Not – als officier Michaud
- 1999 The Civil War – als Autolycus Fell
- 1998 Ah, Wilderness! – als Sid Davis
- 1996 Burried Child – als Bradley
- 1987 – 2003 Les Misérables – als Chain Gang Thénardier
- 1986 Raggedy Ann – als generaal D.
- 1985 – 1987 Big River – als Pap Finn
- 1979 Lone Star & Pvt. Wars – als Ray

- Biblioteca Nacional de España: XX1496203
- Bibliothèque nationale de France: cb141603499 (data)
- International Standard Name Identifier: 0000 0001 1633 9621
- Library of Congress Control Number: no99001584
- MusicBrainz: df88d7a0-c2a0-4e96-a0e2-6e873fd54f4f
- Virtual International Authority File: 46390048
- WorldCat: E39PBJt8gRkwWC8cwwdwtXrKBP